# دكتاتور روماني
الدكتاتور هو حاكم في الجمهورية الرومانية، تكلفه الدولة بسلطة التعامل مع الطوارئ العسكرية أو بمهمة محددة. ويخضع الحكام الآخرون لسلطته، وكان حق نقض أو استئناف أحكامه عبر المنصات أو المنابر العامة محدودًا جدًا. ومن أجل منع الدكتاتورية من تهديد الدولة بحد ذاتها، فقد وضعت قيودًا صارمة على سلطاتها، فلا يستطيع الدكتاتور التصرف إلا ضمن مجاله الذي تحدده السلطة، ويلتزم بالاستقالة من منصبه فور اكتمال مهمته المعين من أجلها، أو بعد انقضاء ستة أشهر. عُين الدكتاتورات تكرارًا في الفترة المبكرة للجمهورية حتى الحرب البونيقية الثانية (218-201 قبل الميلاد)، ثم عُلق الحكم نحو قرن، حتى تحول إلى شكل محدث من الحكم، تولاه سولا (82-79 قبل الميلاد)، ثم يوليوس قيصر (49-44 قبل الميلاد). أُلغي المنصب رسميًا بعد وفاة قيصر، ولم يُعاد إحياؤه في ظل الإمبراطورية.

## المنشأ
مع إلغاء الملكية الرومانية سنة 509 قبل الميلاد، انقسم الحكم الإمبراطوري أو السلطة التنفيذية بين حاكمين يُنتخبان سنويًا، عُرفا بالقضاة ثم لاحقًا بالقناصل، وحتى استحداث منصب قاض ثالث سنة 367 قبل الميلاد، لم يكن أحد القنصلين متفوقًا على الآخر، ويستطيع أحدهما استئناف قرارات الآخر.
كان لكل قنصل شارة سلطة أو علامة مميزة، ويرافق كل منهم 12 فارسًا، يحمل كل منهم فأسًا، تنص العادات على إزالة سلاح الفأس داخل الحدود المقدسة لروما، للدلالة على سيادة الشعب.
لكن بعد عدة سنوات، نتيجة الخوف من الحرب الوشيكة مع السابيين والعصبة اللاتينية، إضافةً إلى الشكوك واسعة الانتشار حول تفضيل القناصل استعادة النظام الملكي، نودي بالحاكم ماكسيموس أو الدكتاتور (من يعطي الأوامر)، حاكمًا أعلى للمدن اللاتينية الأخرى. وفقًا لمعظم السلطات، كان الدكتاتور الأول تايتوس لارتيوس سنة 501 قبل الميلاد، وقد عُين سبوريوس كاسيوس ليكون حاكمًا بالتساوي.
ربما كان مصطلح الحاكم ماكسيموس مستخدمًا في فترة مبكرة، أما اللقب الرسمي للدكتاتور خلال تاريخ الجمهورية فكان الحاكم بيوبيلي، أو (سيد المشاة). كان ملازمه، الحاكم العادل، سيد الحصان (أي سلاح الفرسان). انتشر استعمال مصطلح الحاكم بيوبيلي للإشارة إلى الدكتاتور في فترة مبكرة.

## الترشيح
يتضمن تعيين الدكتاتور 3 خطوات: أولًا، يصدر مجلس الشيوخ مرسومًا يعرف باسم استشاري مجلس الشيوخ، ويأذن لأحد القناصل بالترشح لمنصب الدكتاتور. نظريًا كان مجلس الشيوخ استشاريًا، ولا يمكنه فرض القانون، لكن عمليًا كان يُطاع دائمًا تقريبًا. ويستطيع أي قنصل الترشح لمنصب الدكتاتور. حال توفر المرشحين، يُختار الدكتاتور بالاتفاق. إذا لم يتمكنوا من الاتفاق، يصوت القناصل من أجل تولي المسؤولية. وأخيرًا، يمنح المجلس السلطة للحاكم بإقرار قانون يؤكد حقه في تولي السلطة.
يمكن ترشيح الدكتاتور لأسباب مختلفة. مثل استلام القيادة العسكرية ضد عدو محدد، أو عقد الانتخابات حال عدم قدرة القناصل على ذلك، أو لتولي طقس ديني مهم للحماية من الأوبئة. تتضمن الأسباب الأخرى قمع الثورات، وإقامة المناسبات الدينية، ولملء رتب أعضاء مجلس الشيوخ. يمكن الجمع بين هذه الأسباب، لكنها لا تُسجل دائمًا أو تُذكر بوضوح في السلطات القديمة بل تُستنتج.
في الفترة المبكرة كان من المعتاد ترشيح من يعده القنصل أفضل قائد عسكري متوفر، وقد يكون قنصلًا سابقًا، لكن ذلك لم يكن إلزاميًا. منذ عام 360 قبل الميلاد كان الدكتاتورات قناصل سابقين. يوجد عادةً دكتاتور واحد فقط كل فترة، ويمكن تعيين دكتاتور جديد خلفًا لاستقالة الآخر. يمكن إجبار الدكتاتور على الاستقالة دون إكمال مهمته أو انتهاء فترة حكمه إذا ارتكب خطأ في مهامه التي عُين من أجلها.

## وسام السلطة
للديكتاتور حرس شخصي رسمي فريد من نوعه في التقليد الروماني: 24 من الفرسان يمثلون قوته شبه النظامية، التي كانت تركيزًا للسلطة القنصلية وليست إحياءً محدودًا للملكية.
في استثناء واضح للامتناع الروماني عن إعادة تشكيل رموز الملوك، لم يزل الفرسان أسلحتهم حتى ضمن الحدود المحرمة، التي ترمز لقوتهم في الحياة والموت. وفي إشارة استثنائية سابقة للاحترام، لم يكن بوسع القضاة الآخرين حمل أي شيء على الإطلاق عند الظهور أمام الدكتاتور. ولما كان الملوك قد اعتادوا الظهور راكبين الجياد، مُنع الديكتاتور من ذلك، إلا أن يحصل على إذن الحاكم.

## القوى والقيود
إضافةً إلى قيادة الجيش وتنفيذ قرارات مجلس الشيوخ، يستطيع الدكتاتور استدعاء أو جمع مجلس الشيوخ، أو عقد إحدى المجالس التشريعية للشعب الروماني. كان مجال السلطة الدكتاتورية كبيرًا، وكان مع ذلك محدودًا. إذ كان محددًا بشروط، مثل تطور تقاليد القانون الروماني وتعتمد لدرجة كبيرة على قدرة الدكتاتور على العمل مع الحكام الآخرين. القيود المحددة لهذه السلطة لم تكن معرفة بدرجة كبيرة، لكنه خضع للجدل والتكهنات خلال التاريخ الروماني.
كانت سلطة الدكتاتور مطلقة، ومع ذلك لا يمكنه تخطي التفويض أو الانتداب الذي عُين لأجله، لم يستطيع أي دكتاتور مرشح لعقد مجلس أن يتول قيادة عسكرية ضد رغبة مجلس الشيوخ. تولى بعض الدكتاتورات المعينين القيادة العسكرية أو أداء مهام أخرى، مثل تولي الحكم، أو غرس مسمار في جدار معبد جوبيتر أوبتميوس ماكسيموس، لكن المفترض أنهم فعلوا ذلك بموافقة مجلس الشيوخ.
لم يتم إقصاء الحكام الآخرين بسبب ترشح الدكتاتور، بل استمروا في أداء مهام مناصبهم، رغم خضوعهم لسلطته، واستمروا حتى انقضاء مدتهم، وحينها يكون الدكتاتور قد استقال عادة. ومن غير المؤكد هل يمتد حكم الدكتاتور أبعد من القنصل الذي رشحه؟ يعتقد مومسن أن سلطة الدكتاتور ستنتهي بانتهاء حكم القاضي المرشح، واقترح آخرون إمكانية استمراره حتى نهاية السنة المدنية. في الحقيقة توجد عدة أمثلة على دخول الدكتاتور عامًا جديدًا دون وجود القنصل، رغم تشكيك بعض العلماء في صحة هذه السنوات الدكتاتورية.